# Kvarnsjön (Mjöbäcks socken, Västergötland, 635813-132602)
Kvarnsjön är en sjö i Svenljunga kommun i Västergötland och ingår i Ätrans huvudavrinningsområde. Sjön har en area på 0,0842 kvadratkilometer och ligger 160,1 meter över havet.

## Delavrinningsområde
Kvarnsjön ingår i det delavrinningsområde (635820-132615) som SMHI kallar för Ovan Mjöaån. Medelhöjden är 179 meter över havet och ytan är 14,34 kvadratkilometer. Räknas de 2 avrinningsområdena uppströms in blir den ackumulerade arean 41,51 kvadratkilometer. Högvadsån som avvattnar avrinningsområdet har biflödesordning 2, vilket innebär att vattnet flödar genom totalt 2 vattendrag innan det når havet efter 68 kilometer. Avrinningsområdet består mestadels av skog (83 procent). Avrinningsområdet har 0,46 kvadratkilometer vattenytor vilket ger det en sjöprocent på 3,2 procent.